# ماساكي تاناكا
ماساكي تاناكا (باليابانية: 田中 優毅) (27 مارس 1991 في ايشيكاوا في اليابان – )؛ هو لاعب كرة قدم ياباني سابق كان يلعب كمدافع.

## وصلات خارجية
- ماساكي تاناكا على موقع رابطة كرة القدم اليابانية للمحترفين (اليابانية)
- ماساكي تاناكا على موقع قاعدة بيانات كرة القدم.إي يو (الإنجليزية)
- ماساكي تاناكا على موقع Soccerway.com (الإنجليزية)